# Ivie Anderson
Iva „Ivie“ Marie Anderson (gelegentlich auch als „Ivy“ bekannt) (* 10. Juli 1905 in Gilroy, Kalifornien als Iva Smith; † 28. Dezember 1949 in Los Angeles) war eine US-amerikanische Jazzsängerin.

## Leben und Wirken
Ivie Marie Andersen wurde 1904 in Gilroy, Kalifornien geboren. Zwischen dem Alter von neun und dreizehn Jahren lernte sie am St. Mary’s Convent in ihrer Heimatstadt singen. Ihrer Leidenschaft zu singen konnte Anderson auch im Chor ihrer Grundschule sowie der weiterführenden Schule nachkommen. Anschließend verbrachte sie zwei Jahre mit Gesangsunterricht bei Sarah Ritt in Washington, D. C. 1922 wurde sie entdeckt; danach trat Anderson in verschiedenen kalifornischen Nachtclubs auf, auch in Vaudeville-Shows und ging mit diesen auf Tournee, u. a. mit Mamie Smith. Bis 1930 tourte sie mit verschiedenen Bands durch die USA und Australien, gastierte in den Cotton Clubs von New York und Los Angeles sowie im Mark Hopkins Hotel in San Francisco, wo sie die erste schwarze Sängerin war, die mit einer weißen Band, dem Orchester von Anson Weeks, auftrat.
Bis Februar 1931 arbeitete sie mit dem Pianisten Earl Hines, der ein Engagement in der Show des Grand Terace Cafe in Chicago hatte. Auf dessen Anraten wurde sie von Duke Ellington engagiert; ein Jahr später entstanden die ersten Aufnahmen mit der Band. In dessen Band blieb Ivie Anderson von 1931 bis 1942 und war bei dessen Europa-Besuchen 1933 und 1939 dabei. Sie war die Interpretin bekannter Ellington-Stücke wie In a Mellowtone und It Don’t Mean a Thing (If It Ain’t Got That Swing) (1932), Troubled Waters (1934), Kissin’ My Baby Goodnight (1936) oder Rocks In My Bed und I Got It Bad (and That Ain’t Good) (1941). Stormy Weather sang sie sowohl bei der Europatournee im London Palladium als auch in einem Film, der das Stück zu einem Jazz-Standard werden ließ. Mit All God’s Chillun Got Rhythm brachte sie eine erste Schallplatte unter eigenem Namen heraus. 1937 wirkte sie in dem Marx-Brothers-Film A Day At The Races mit. Im November hatte die Band mit Anderson einen Hit in der neuen „Harlem Hit Parade“ (dem Vorläufer der R&B-Charts) mit „Hayfoot, Strawfoot“. Ihren letzten wichtigen Auftritt mit dem Duke Ellington Orchestra hatte sie in Los Angeles in dem Musical Jump for Joy.
Nach der Trennung von Ellington (sie gab ihre Karriere wegen Asthma auf) eröffnete Ivie Anderson das Restaurant Chicken Shack  in Los Angeles, trat nur noch sporadisch in Kalifornien und Mexiko-Stadt auf und entwickelte sich mit der Zeit zu einer Sängerin ohne besondere Jazzprägung. 1946 entstanden noch Aufnahmen für Black & White Records mit einem Orchester unter Leitung von Wilbert Barranco („I Thought You Ought to Know“).
Ellington sagte später über sie: „Über Ivie wird immer noch gesprochen, und alle Sängerinnen, die wir seither hatten, mussten sich zuerst von Ivie Andersons Image lösen“.
Am 28. Dezember 1949 starb Ivie Anderson – an einer dreiwöchigen durch ihre Asthma-Erkrankung verursachten Krankheit – im Alter von 45 Jahren in ihrer Wohnung, welche ihr Mann Walter Collins, ein Wohnungsverwalter, betrieb, in Los Angeles.

## Diskografische Hinweise
- Duke Ellington presents Ivie Anderson (Columbia 1973) – 2 LPs mit Arthur Whetsol, Cootie Williams, Freddie Jenkins, Tricky Sam Nanton, Lawrence Brown, Johnny Hodges, Harry Carney, Barney Bigard, Fred Guy, Wellman Braud, Sonny Greer, Juan Tizol, Otto Hardwick, Joe Garland, Rex Stewart, Ben Webster, Billy Taylor, Hayes Alvis, Pete Clark as, Wallace Jones, Harold Baker tp, Billy Strayhorn, Jimmy Blanton

## Weitere bekannte Titel
- Love Is Like a Cigarette
- When My Sugar Walks Down the Street
- Oh Babe, Maybe Someday
- The Chocolate Shake
- Stormy Weather